# Medovarce
Medovarce jsou obec v okrese Krupina v Banskobystrickém kraji na Slovensku. Žije zde 213 obyvatel.
Obec leží v jižní části Krupinské planiny, v údolí řeky Krupinica. Je vzdálena asi 12 km severovýchodně od Dudinců.
První písemná zmínka o obci pochází z roku 1156. V obci se nachází jednolodní evangelický kostel s věží z roku 1836.